# Rudolf Schwarzkogler
Rudolf Schwarzkogler, född 13 november 1940 i Wien, Österrike, död 20 juni 1969 i Wien, var en österrikisk konstnär inom body art och performance. Han tillhörde Wieneraktionisterna.
Schwarzkogler genomförde en rad performances inom body art. Hochzeit (1965) har tydliga konnotationer till sexualitet, erotik och existentiell ångest. Hans performancekonst kom med tiden att i allt högre grad innehålla inslag av självstympning. En myt som har uppstått är att Schwarzkogler amputerade sin egen penis. 1969 begick han självmord "i konstens namn" genom att kasta sig ut från balkongen till sin bostad.